# Kenga Magjike

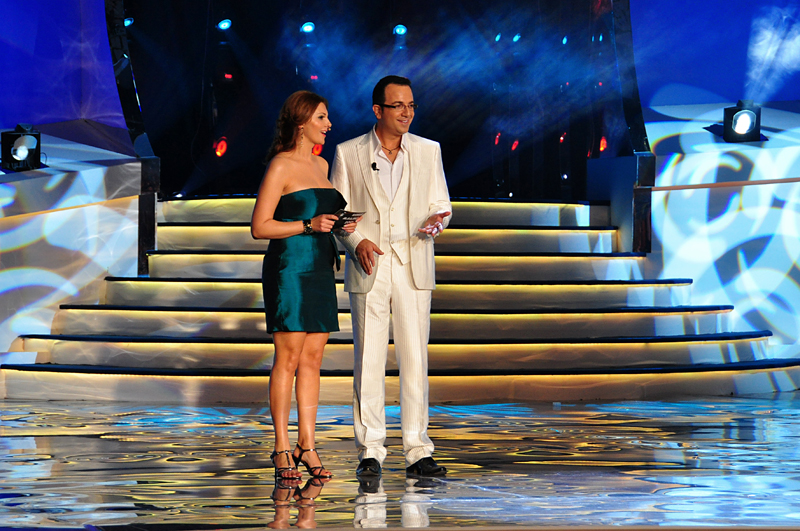
Ардит Гьебреа на Kënga Magjike 2009

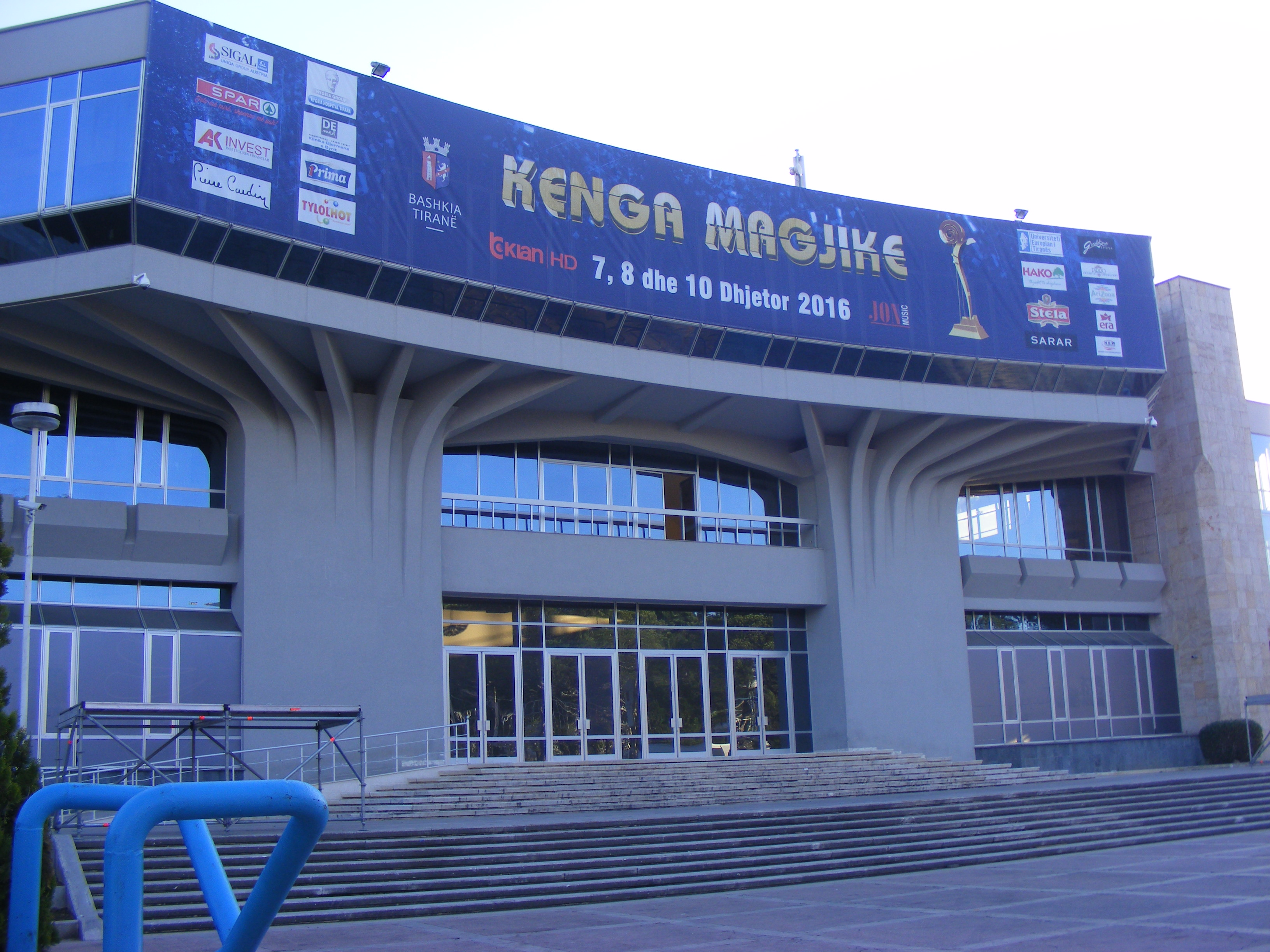
Баннер во Дворце съездов, где проводился Kënga Magjike 2016

Kënga Magjike (рус. Волшебная песня) — один из основных музыкальных конкурсов в Албании. На протяжении всей своей истории, разные вещатели были задействованы в производстве и вещании данного мероприятия, в том числе RTSH, Klan TV, TVA, RTV NRG (Албания) и RTV21, РТК (Косово), а также многие радиостанции. В настоящее время производятся и транслируются Klan TV.
Kënga Magjike был создан певцом, композитором, ведущим и организатором Ардитом Гьебреа, и начал транслироваться в 1999 году. Фестиваль проходит в ноябре каждого года, за редким исключением. Первоначально он включал три или четыре выпуска, как Festivali i Këngës, однако в 2005 году был введён новый формат представления. Каждая песня объявлялась за месяц до полуфинала и финала в специальном издании под названием «Duke Pritur Kënga Magjike…» (В ожидании Kënga Magjike…), давая зрителям возможность проголосовать по телефону, смс или на официальном сайте за песни, которые, по их мнению, должны пройти в полуфинал. Также в полуфинале учитывались голоса жюри. Этот формат был позже заменен на нынешнюю систему, где песни представляются еженедельно в E Diela Shqiptare (Aлбанское воскресенье), шоу на Klan TV, организованное Ардитом Гьербеа. Известные певцы проходят в полуфиналы, в то время как новички должны полагаться на вердикт профессионального жюри. После того, как полуфиналисты определены, и их полуфинальные выступления прошли, певцы сами должны голосовать друг за друга по 1-через-30 (кроме 23, 25, 27, 28 и 29) системе, чтобы определить, какие песни пройдут в финал, и их итоговый рейтинг. Профессиональное жюри, организаторы фестиваля и телеканал определяют призы, которыми каждый финалист будет награжден.
После критики за использование воспроизведения в песни, организаторы решили ограничить использование воспроизведения только в недельном этапе презентации в 2015 году. Известным певцам разрешено использовать фонограмму в этой стадии, в то время как новички должны петь вживую для того, чтобы получить вердикт жюри. Тем не менее, в полуфинале и финале песни должны быть исполнены вживую как известными, так и дебютирующими певцами.
Фестиваль получил высокую оценку за разнообразие музыки, которую он принес обществу, обеспечивая отличную смесь певцов и коллективов из Албании с соседними странами, значительная часть которых поступает из Косово, Македонии, Черногории и других стран. Kënga Magjike также был сценой для многих возвращений известных албанских певцов, которые проживают в других странах, а также артистов, которые внесли свой вклад в албанскую музыкальную индустрии в прошлом. Песни с этого конкурса вылились в многочисленные памятные хиты для албанцев по всему миру. По сравнению со своими главными конкурентами, Kënga Magjike имеет больше «бабблгам-поп» и коммерциализационной музыки, контрастирующей с преимущественно альтернативными рок-жанрами, участвующими в Top Awards на Top Channel, но и не исключительно высокой, как на Festivali i Këngës, на который обычно допускают только профессиональных вокалистов.
Основной ведущий Kënga Magjike — Ардит Гьербеа. Иногда он вёл шоу в одиночку, иногда были и другие соведущие, такие как Наталья Эстрада (2001 & 2002) и Бригитта Нильсен (2003).

## Хозяева
| Год  | Ведущий                                                             | Место проведения    | Режиссёр                     |
| ---- | ------------------------------------------------------------------- | ------------------- | ---------------------------- |
| 1999 | Ардит Гьербеа                                                       | Дворец Конгрессов   | Пали Куке                    |
| 2000 | Ардит Гьербеа                                                       | Дворец Конгрессов   | Пали Куке                    |
| 2001 | Ардит Гьербеа & Наталья Эстрада                                     | Дворец Конгрессов   | Пали Куке                    |
| 2002 | Ардит Гьербеа & Наталья Эстрада                                     | Дворец Конгрессов   | Вера Грабочка                |
| 2003 | Ардит Гьербеа & Бригитта Нильсен                                    | Дворец Конгрессов   | Вера Грабочка                |
| 2004 | Ардит Гьербеа                                                       | 1 Tetori Auditorium | Вера Грабочка                |
| 2005 | Ардит Гьербеа & Денада Дайлани                                      | Дворец Конгрессов   | Агрон Вулай & Астрит Идризи  |
| 2006 | Ардит Гьербеа                                                       | Дворец Конгрессов   | Агрон Вулай & Астрит Идризи  |
| 2007 | Ардит Гьербеа                                                       | Дворец Конгрессов   | Агрон Вулай & Астрит Идризи  |
| 2008 | Ардит Гьербеа, Артемиса Озай & Анис Браими                          | Дворец Конгрессов   | Агрон Вулай & Астрит Идризи  |
| 2009 | Ардит Гьербеа                                                       | Дворец Конгрессов   | Агрон Вулай & Астрит Идризи  |
| 2010 | Ардит Гьербеа                                                       | Дворец Конгрессов   | Агрон Вулай & Астрит Идризи  |
| 2011 | Ардит Гьербеа & Сонгюль Ёден                                        | Дворец Конгрессов   | Агрон Вулай & Астрит Идризи  |
| 2012 | Ардит Гьербеа, Ольта Гижари & Армина Мевлани                        | Дворец Конгрессов   | Пали Куке & Гаэтано Кастелли |
| 2013 | Ардит Гьербеа                                                       | Дворец Конгрессов   | Пали Куке & Гаэтано Кастелли |
| 2014 | Ардит Гьербеа & MAD TV presenters                                   | Дворец Конгрессов   | Пали Куке & Гаэтано Кастелли |
| 2015 | Ардит Гьербеа & Альмеда Абази                                       | Дворец Конгрессов   | Пали Куке & Гаэтано Кастелли |
| 2016 | Ардит Гьербеа & Принцесса Элиа                                      | Дворец Конгрессов   | Пали Куке & Гаэтано Кастелли |
| 2017 | Ардит Гьербеа, Бес Каллаку, Эрион Исай, Арьола Шеху & Невина Штилла | Дворец Конгрессов   | Алдон Липе                   |

## Победители
| Год  | Певец                           | Песня                         | Перевод                              | Авторы                                   |
| ---- | ------------------------------- | ----------------------------- | ------------------------------------ | ---------------------------------------- |
| 1999 | Elsa Lila                       | «Vetëm një fjalë»             | Только одно слово                    | Alfred Kaçinari (m), Jorgo Papingji (l)  |
| 2000 | Irma Libohova & Eranda Libohova | «Një mijë ëndrra»             | Тысяча мечт                          | Kristi (m), Irma Libohova (l)            |
| 2001 | Rovena Dilo & Pirro Çako        | «Për një çast më ndali zemra» | Моё сердце остановилось на секунду   | Pirro Çako (m) & Timo Flloko (l)         |
| 2002 | Mira Konçi                      | «E pathëna fjalë»             | Несказанное слово                    | Shpëtim Saraçi (m), Pandi Laço (l)       |
| 2003 | Ema Bytyçi                      | «Ku je ti»                    | Где ты?                              | Adrian Hila (m&l)                        |
| 2004 | Irma Libohova                   | «Prapë tek ti do të vij»      | Я вернусь к тебе                     | Irma Libohova (m) Floran Kondi (l)       |
| 2005 | Genta Ismajli                   | «Nuk dua tjetër»              | Я не хочу никого другого             | Adrian Hila (m&l)                        |
| 2006 | Armend Rexhepagiqi              | «Kur dashuria vdes»           | Когда умирает любовь                 | Armend Rexhepagiqi (m) & Aida Baraku (l) |
| 2007 | Aurela Gaçe                     | «Hape veten»                  | Открой себя                          | Flori Mumajesi (m) & Timo Flloko (l)     |
| 2008 | Jonida Maliqi                   | «Njëri nga ata»               | Один из них                          | Kaliopi (m) & Aida Baraku (l)            |
| 2009 | Eliza Hoxha & Rosela Gjylbegu   | «Rruga e zemrës»              | Путь сердца                          | Darko Dimitrov (m) & Eliza Hoxha (l)     |
| 2010 | Juliana Pasha & Luiz Ejlli      | «Sa e shite zemren?»          | Сколько раз ты продавал своё сердце? | Pirro Çako (m&l)                         |
| 2011 | Redon Makashi                   | «Më lër të Fle»               | Дайте мне поспать                    | Redon Makashi (m&l)                      |
| 2012 | Alban Skenderaj                 | «Rrefuzoj»                    | Отказываюсь                          | Alban Skenderaj (m&l)                    |
| 2013 | Besa                            | «Tatuazh në zemër»            | Сердце, покрытое татуировками        | Darko Dimitrov (m) & Alban Skenderaj (l) |
| 2014 | Aurela Gaçe & Young Zerka       | «Pa Kontroll»                 | Нет контроля                         | Adrian Hila (m&l)                        |
| 2015 | Aurela Gaçe                     | «Akoma jo»                    | Ещё нет                              | Adrian Hila (m&l)                        |
| 2016 | Rozana Radi                     | «Ma thuaj ti»                 | Ты говоришь мне                      | Elgit Doda (m) & Rozana Radi (l)         |
| 2017 | Anxhela Peristeri               | "E cmendur"                   | Сумасшедшая                          | Kledi Bahiti (m) & Olti Curri (l)        |